# 埃莉斯·拉韦里克
埃莉斯·拉韦里克（英語：Elise Laverick，1975年7月27日—），英国女子赛艇运动员。她曾代表英国参加2000年、2004年和2008年夏季奥林匹克运动会赛艇比赛，获得二枚铜牌。